# Pseudeutropius
Pseudeutropius is een geslacht van straalvinnige vissen uit de familie van de glasmeervallen (Schilbeidae).

## Soorten
- Pseudeutropius brachypopterus (Bleeker, 1858)
- Pseudeutropius indigens Ng & Vidthayanon, 2011
- Pseudeutropius mitchelli Günther, 1864
- Pseudeutropius moolenburghae Weber & de Beaufort, 1913